# آلفا رومئو ماتا
آلفارومئو ماتا (Alfa Romeo Matta) خودرویی است که در سال‌های ۱۹۵۲–۱۹۵۴تولید شده‌است.
طراحی آن خودروهای موتور جلو-چهار چرخ متحرک بوده است. سیستم جعبه‌دندهٔ آن ۴ دنده به صورت دستی است.

## نگارخانه

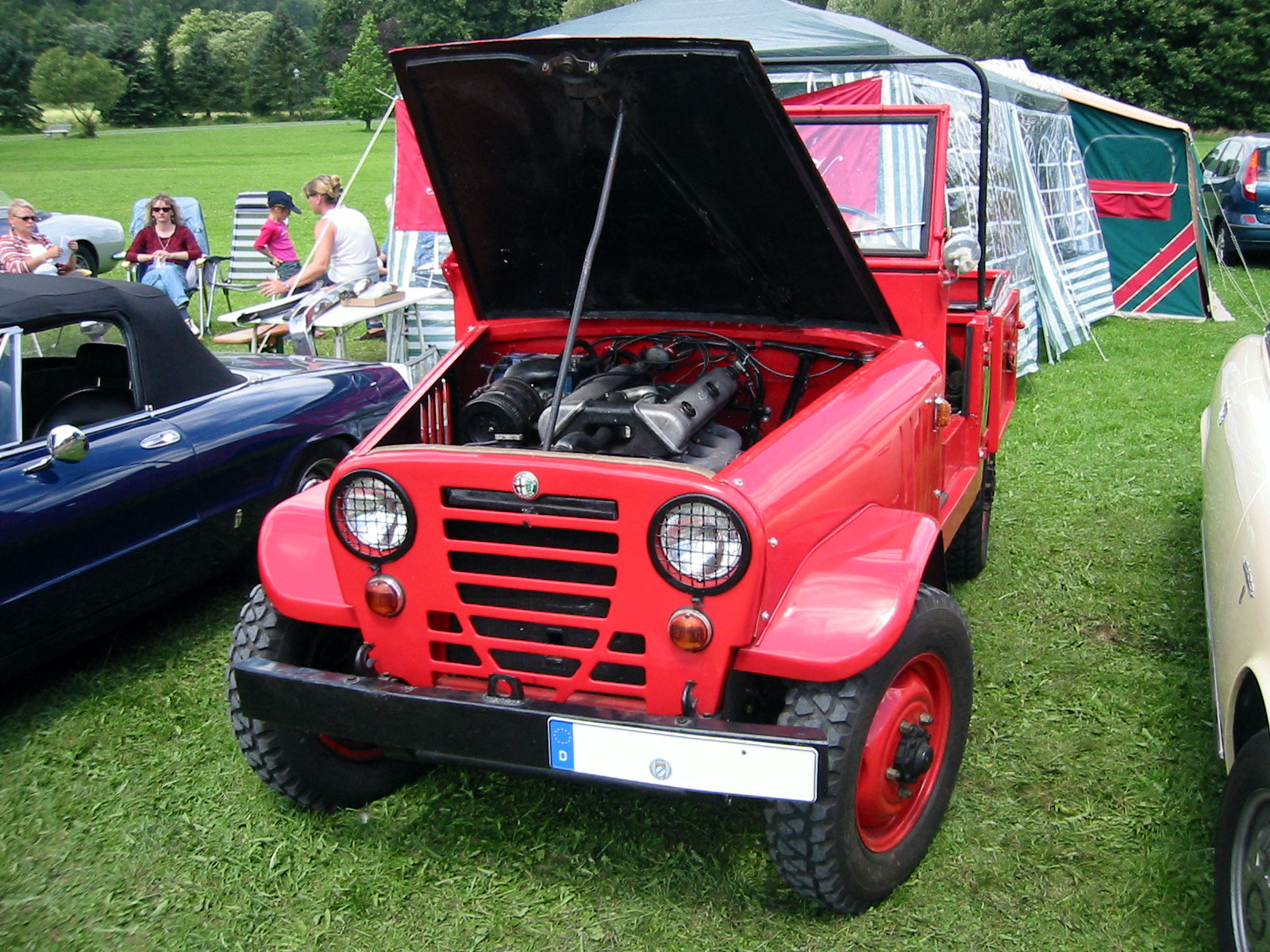
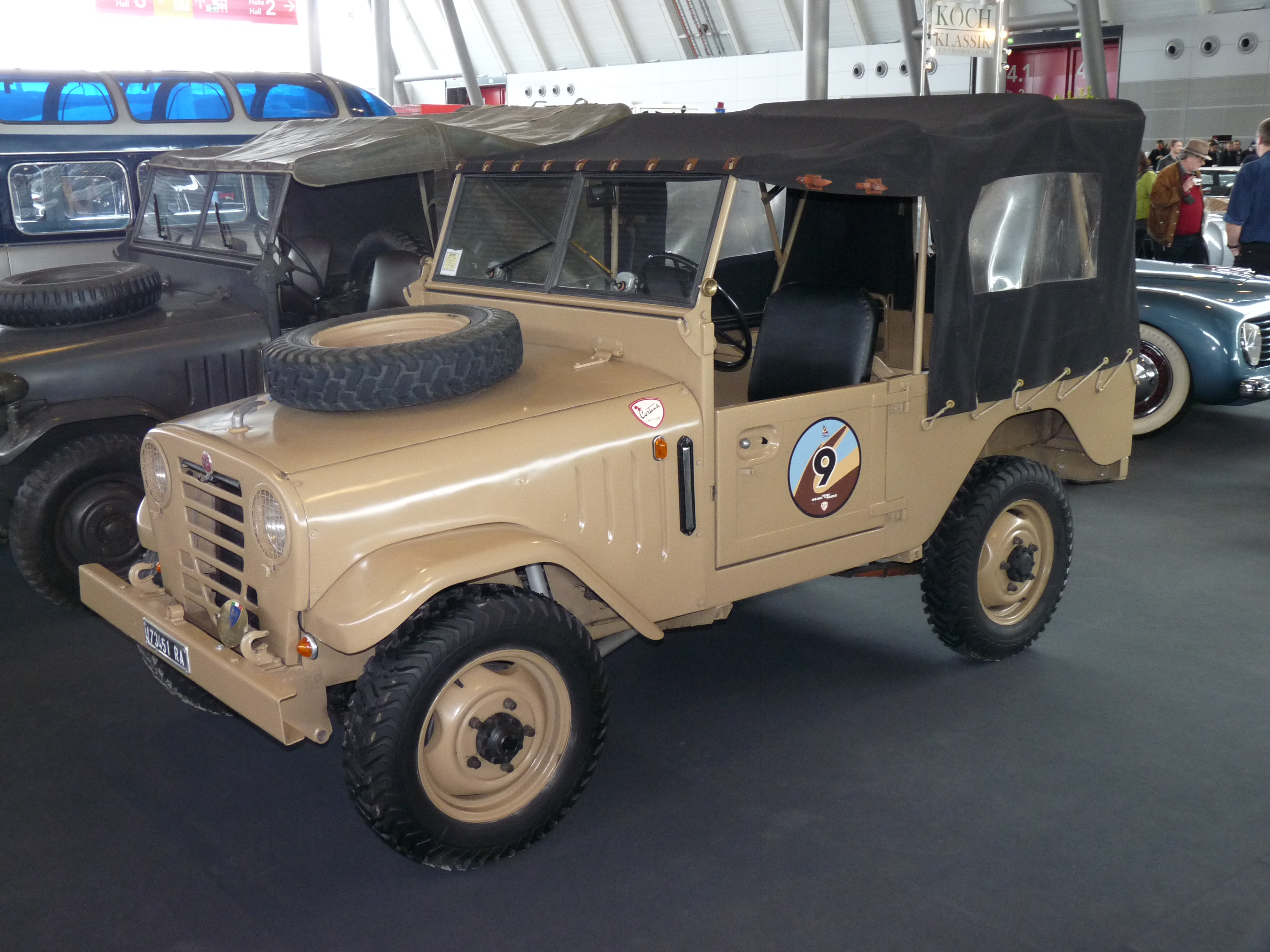
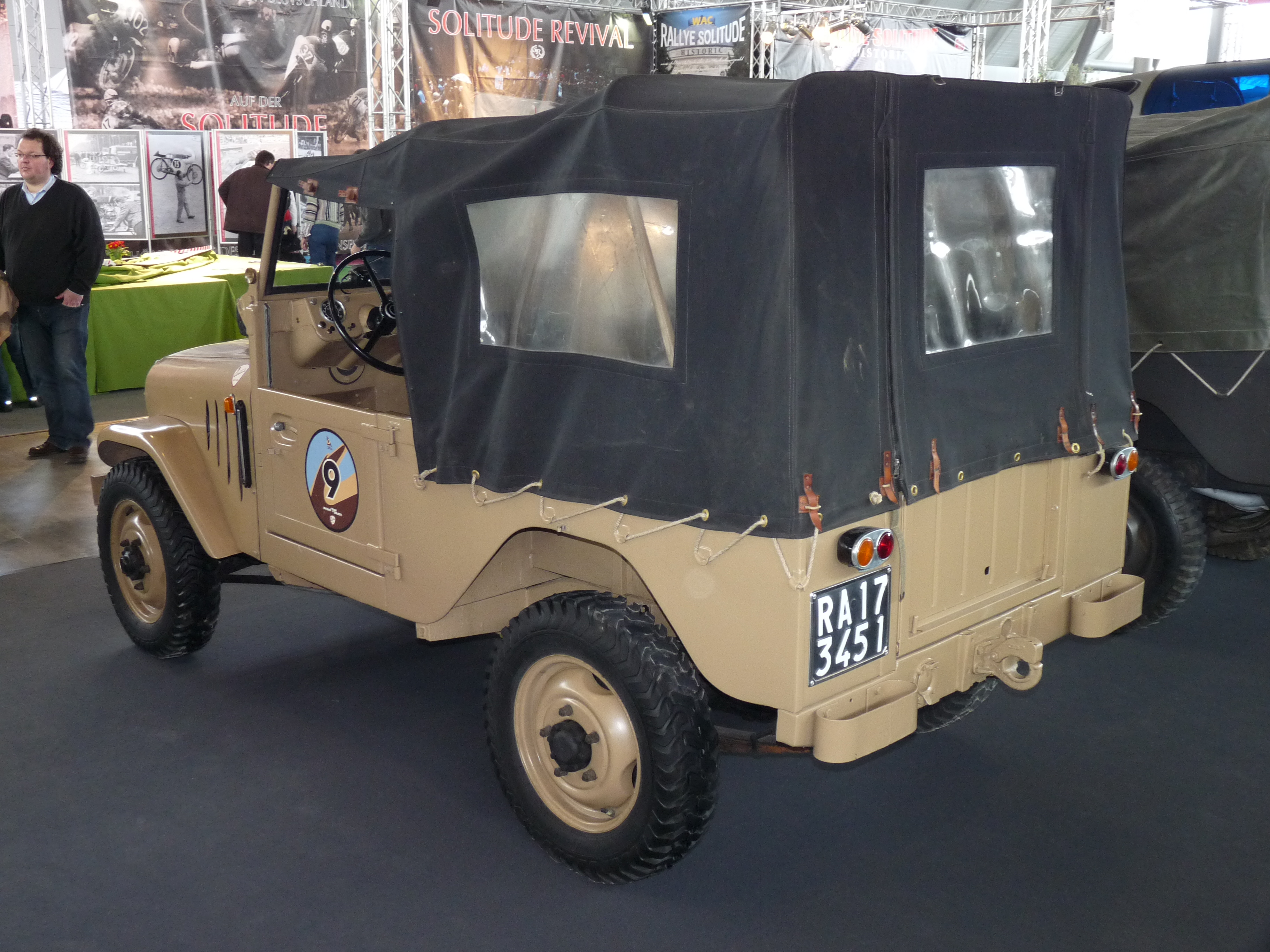